# Strefa Tajemnic
Strefa Tajemnic – magazyn o zjawiskach paranormalnych, który był emitowany w telewizji Polsat, a retransmisje można było oglądać w niedzielne wieczory o 19:30. w Polsacie 2. 
Magazyn ten był programem cyklicznym opowiadający o duchach, OOBE, proroczych snach i innych zjawiskach nadprzyrodzonych. Prowadzący przemieszczał się wraz z ekipą do tytułowych zdarzeń i różnych miejsc w całej Polsce. 
Program ten był kontynuacją magazynu Nie do wiary. Ostatni odcinek pojawił się 18 stycznia 2009.

## Spis odcinków
| Numer odcinka | Data emisji       | Tytuł                         | Opis odcinka                                                                                      |
| ------------- | ----------------- | ----------------------------- | ------------------------------------------------------------------------------------------------- |
| 1             | 23 listopada 2008 | Proroctwa. Koniec świata 2012 | Przepowiednie dotyczące końca świata w 2012 r.                                                    |
| 2             | 30 listopada 2008 | Uzdrowiciele                  | Zbiór niezwykłych zjawisk, które dotyczą wielu uzdrowień wśród ludzi przez sławnych uzdrowicieli. |
| 3             | 7 grudnia 2008    | Czakram wawelski              | Rozwiązanie zagadki tajemniczego promieniowania wysyłanego z Wawelu.                              |
| 4             | 14 grudnia 2008   | Śmierć kliniczna              | Relacje ludzi którzy przeżyli śmierć kliniczną.                                                   |
| 5             | 21 grudnia 2008   | Reinkarnacja                  | Omówienie zjawiska reinkarnacji i tzw. "poprzedniego życia".                                      |
| 6             | 28 grudnia 2008   | Cieki wodne                   | Wpływ radiestezji na wypadki drogowe.                                                             |
| 7             | 4 stycznia 2009   | Egzorcyzmy                    | Opis zjawiska opętania i egzorcyzmów.                                                             |
| 8             | 11 stycznia 2009  | Podróże Astralne              | Opis eksterioryzacji i snu świadomego.                                                            |
| 9             | 18 stycznia 2009  | Duchy                         | Relacje ludzi którzy przeżyli spotkania z duchami i zjawami.                                      |

## Oglądalność
Dane oglądalności według AGB Nielsen Media Research
| Odcinek | Oglądalność                  |
| ------- | ---------------------------- |
| 1       | 2 139 129(23 listopada 2008) |
| 2       | 1 989 308(30 listopada 2008) |
| 3       | 1 861 388(7 grudnia 2008)    |
| 4       | 1 707 760(14 grudnia 2008)   |
| 5       | ?(21 grudnia 2008)           |
| 6       | ?(28 grudnia 2008)           |
| 7       | ?(4 stycznia 2009)           |
| 8       | ?(11 stycznia 2009)          |
| 9       | ?(18 stycznia 2009)          |
| Średnia | 1 852 819                    |